# Katatonia
Katatonia este o formație suedeză de muzică metal. Trupa a fost formată în 1991 în Stockholm de către Jonas Renkse (cunoscut în trecut ca Lord Seth) și Anders Nyström (cunoscut în trecut ca Blakkheim). Albumele timpurii ale Katatoniei, alături de ale altor trupe ca My Dying Bride, Anathema și Paradise Lost, sunt adesea considerate pionerii death/doom-ului.

## Membrii formației

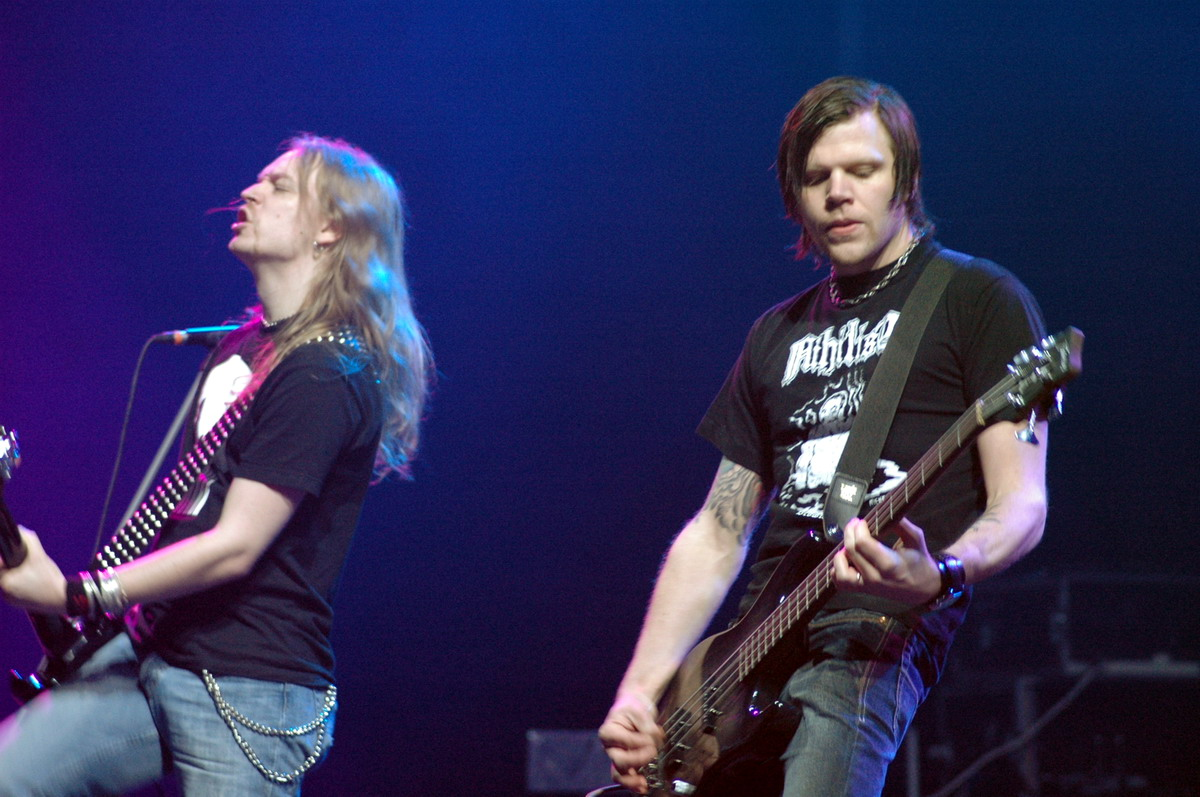
Anders Nystrom și Mattias Norrman

### Membri actuali
- Jonas Renkse – vocal (1991–1994, 1996–prezent), baterie, percuție (1991–1994, 1996–1998), chitare (2002–2005)
- Anders "Blakkheim" Nyström – chitare,[3] back vocal (1991–1994, 1996–prezent), chitară bas (1992, 1996), clape (1997–2005)
- Niklas "Nille" Sandin – bas (2009–prezent)

### Foști membri
- Guillaume Le Huche – bas (1993–1994)
- Kristian Poock – chitare (1993)
- Fredrik "North" Norrman – chitare (1994, 1996–2009), bas (1997, 1999)
- Mikael Oretoft – bas (1997–1998)
- Mattias "Kryptan" Norrman – bas (1999–2009)
- Daniel Liljekvist – baterie, percuție (1999–2014)
- Per "Sodomizer" Eriksson – chitară solo și chitară ritmică (2009–2014)

### Membri de sesiune
- Dan Swanö – clape, vocal (1992–1993), baterie (1999)
- Mikael Åkerfeldt – chitare live (1993–1994), vocal (1996–1997)
- Kenneth Englund – baterie live (1996)
- Bruce Soord – chitare și vocal live (2014)
- Tomas Åkvik – chitare live (2014)
- Daniel Moilanen – baterie live (2014)

## Discografie

### Albume
- Dance of December Souls (1993)
- Brave Murder Day (1996)
- Discouraged Ones (1998)
- Tonight's Decision (1999)
- Last Fair Deal Gone Down (2001)
- Viva Emptiness (2003)
- The Great Cold Distance (2006)
- Night Is the New Day (2009)
- Dead End Kings (2012)
- Dethroned & Uncrowned (2013)
- The Fall of Hearts (2016)
- City Burials (2020)
- Sky Void of Stars (2023)
- Nightmares as Extensions of the Waking State (2025)

### Albumuri live
- Live Consternation (inclusiv live DVD) (2007)
- Last Fair Day Gone Night (2013)

### EP
- Jhva Elohim Meth... The Revival (1992)
- For Funerals to Come (1995)
- Sounds of Decay (1997)
- Saw You Drown (1998)
- Teargas EP (2001)
- Tonight's Music (2001)
- July (2006)
- The Longest Year (2010)
- Buildings (2012)
- Kocytean (2014)

### Demo
- Rehearsal '91 (1991)
- Rehearsal '92 (1992)
- Jhva Elohim Meth (1992)

### Single-uri
- Ghost of the Sun (2003)
- My Twin (2006)
- Deliberation (2006)
- Day and Then the Shade (2009)
- Dead Letters (2012)

### Lansări comune
- Katatonia / Primordial split 10" (1996) Misanthropy Records (features "Scarlet Heavens")
- Katatonia / Hades split (1996) Mystic Production (features the "Jhva Elohim Meth" demo)

### Compilații
- Brave Yester Days (2004)
- The Black Sessions (2005)